# Аминобутиратный шунт
Аминобутиратный шунт (цикл Робертса) — последовательность биохимических реакций в головном мозге, происходящих в экстремальной для организма ситуации при большом дефиците энергии — длительный недостаток кислорода, чрезмерное нервно-психическое перенапряжение, физическая перегрузка, высокая или низкая температура, тяжелая инфекция.
В процессе аминобутиратного шунта большие количества глютаминовой кислоты превращаются в гамма-аминомасляную кислоту (ГАМК), которая окисляется в головном мозге бескислородным путём с выделением большого количества энергии. Этот процесс нормализует содержание гистамина и серотонина в мозге, повышает микроциркуляцию в его тканях, не оказывая влияния на артериальное давление и показатели работы сердца.